# Konstantinos X Doukas
Konstantinos X Doukas (tiếng Hy Lạp: Κωνσταντίνος Ι΄ Δούκας, Kōnstantinos X Doukas) (1006 – 1067) là vị Hoàng đế Đông La Mã trị vì từ năm 1059 đến 1067.

## Triều đại
Konstantinos Doukas là con trai của Andronikos Doukas, một nhà quý tộc xứ Paphlagonia có thể đã từng là thống đốc tỉnh Moesia. Vốn say mê các cuộc tranh luận bất tận về triết học và thần học, Konstantinos đã giành được ảnh hưởng sau khi kết hôn với người vợ thứ hai Eudokia Makrembolitissa, cháu gái của Thượng phụ Mikhael Keroularios. Năm 1057, Konstantinos ủng hộ vụ soán ngôi của Isaakios I Komnenos, mặc dù vậy ông lại dần dần đứng về phía triều thần chống lại những cuộc cải cách của vị hoàng đế mới. Bất chấp sự phản đối ngầm này, Konstantinos lại được Isaac ốm yếu chọn làm người kế vị vào tháng 11 năm 1059, dưới ảnh hưởng của Mikhael Psellos. Isaakios sau đó đành thoái vị và Konstantinos X Doukas chính thức lên ngôi hoàng đế vào ngày 24 tháng 11 năm 1059.
Vị hoàng đế mới nhanh chóng chia sẻ quyền lực với hai người con út của mình là Mikhael VII Doukas và Konstantios Doukas, bổ nhiệm hoàng huynh Iohannes Doukas là kaisar (Caesar), và bắt tay vào việc thi hành một chính sách đem lại lợi ích của bộ máy hành chính trong triều và giáo hội. Giảm bớt sự khắc nghiệt trong công tác huấn luyện và hỗ trợ tài chính cho quân đội, Konstantinos X đã góp phần làm suy yếu khả năng phòng thủ của Đông La Mã thông qua việc giải tán lực lượng dân quân địa phương Armenia với quân số 50.000 người ở vào thời điểm trọng yếu, trùng hợp với sự tiến quân về phía tây của người Thổ Seljuk và các đồng minh Turcoman của họ. Ngoài sự phá hoại rất nhiều những cuộc cải cách cần thiết dưới thời Isaakios I, hoàng đế còn làm cồng kềnh bộ máy quan liêu quân sự với giới quan lại triều đình được trả lương cao và đưa những kẻ thân tín lấp đầy chỗ trống trong Viện Nguyên Lão.
Quyết định của ông nhằm thay thế binh sĩ thường trực với lính đánh thuê và bỏ mặc hàng loạt pháo đài biên giới không được tu sửa dẫn đến việc Konstantios mất đi sự ủng hộ vốn có từ phe cánh của Isaakios trong tầng lớp quý tộc quân sự, đã từng cố gắng ám sát ông vào năm 1061 nhưng không thành. Hoàng đế còn làm mất lòng dân chúng sau khi tăng thuế để cố gắng trả lương cho quân đội.
Konstantios để mất hầu hết lãnh thổ Ý thuộc Đông La Mã vào tay người Norman dưới thời Robert Guiscard, ngoại trừ các lãnh địa xung quanh Bari, mặc dù sự hồi sinh mối tâm trong việc cố giữ Apulia xảy ra dưới triều đại của ông, và ông đã bổ nhiệm ít nhất bốn catepan Ý: Miriarch, Maruli, Sirianus, và Mabrica. Ngoài ra hoàng đế còn phải chịu cuộc xâm lược của Alp Arslan ở Tiểu Á vào năm 1064, dẫn đến việc để mất kinh đô Armenia, và từ người Thổ Oghuz ở Balkan vào năm 1065, trong khi Belgrade để mất vào tay người Hungary.

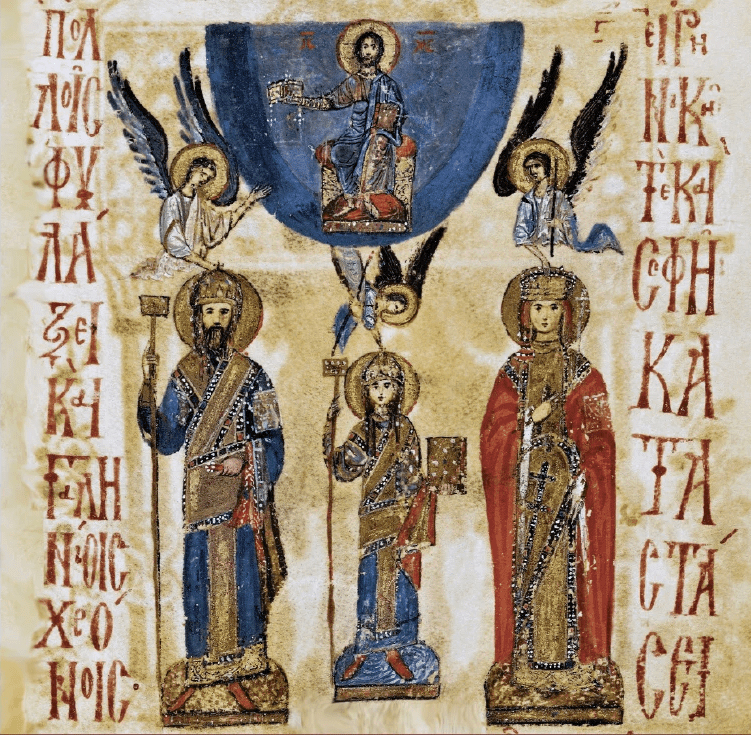
Tranh tiểu hoạ đương thời mô tả Konstantinos X, Eudokia Makrembolitissa (hai bên) cùng con cả của họ là Mikhael VII (giữa).

Vốn cao tuổi và thể trạng ốm yếu khi ông lên nắm quyền, chẳng bao lâu sau Konstantios qua đời vào ngày 22 tháng 5 năm 1067. Hành động cuối cùng mà hoàng đế yêu cầu trước khi nhắm mắt xuôi tay là chỉ có những hoàng nam của ông mới được quyền kế vị và buộc hoàng hậu Eudokia Makrembolitissa phải thề là không được tái hôn.

## Gia đình
Konstantinos X Doukas không có con với người vợ đầu tiên là con gái của Konstantinos Dalassenos. Riêng với người vợ thứ hai là Eudokia Makrembolitissa thì hai người có một bầy con như sau:
- Mikhael VII Doukas, người kế vị hoàng đế.
- Andronikos Douka, đồng hoàng đế từ năm 1068 đến 1078.
- Konstantios Doukas, đồng hoàng đế từ khoảng năm 1060 đến 1078, qua đời năm 1081.
- Anna Doukaina, một nữ tu.
- Theodora Anna Doukaina, sau được gả cho Domenico Selvo, Tổng trấn Venezia.
- Zoe Doukaina, sau được gả cho Adrianos Komnenos, hoàng đệ của Hoàng đế Alexios I Komnenos.

### Tư liệu chính
Mikhael Psellos, Chronographia.

### Tư liệu phụ
- Norwich, John Julius (1993), Byzantium: The Apogee, Penguin, ISBN 0-14-011448-3
- Canduci, Alexander (2010), Triumph & Tragedy: The Rise and Fall of Rome's Immortal Emperors, Pier 9, ISBN 978-1-74196-598-8
- Kazhdan, Alexander, biên tập (1991), Oxford Dictionary of Byzantium, Vol. I, Oxford University Press, ISBN 978-0-19-504652-6
- Polemis, Demetrios I. (1968), The Doukai: A Contribution to Byzantine Prosopography, London: Athlone Press
- George Finlay, History of the Byzantine and Greek Empires from 1057–1453, Volume 2, William Blackwood & Sons, 1854